# Egito nos Jogos Olímpicos de Verão da Juventude de 2010
O Egito participou dos Jogos Olímpicos de Verão da Juventude de 2010 em Cingapura. A maior delegação dentre os países africanos foi composta de 74 atletas que competiram em 17 esportes. O país conquistou dois ouros, duas pratas e dois bronzes.

## Medalhistas
| Medalha | Nome | Esporte           | Evento                           | Data         |
| ------- | --- | ----------------- | -------------------------------- | ------------ |
| Ouro    | Ibrahim Sabry | Tiro com arco     | Individual masculino             | 21 de agosto |
| Ouro    | Karim Abdelrhim Aly Agamy Abdelrahman Aly Mohammed Maher Mohamed Aly Mostafa Awadalla Mostafa Bechir Omar Elmaarry Kareem Elmenshawy Mustafa Khalil Ahmed Alwan Ahmed Ibrahim Alley Mohsen Abdelrahman Shatta | Handebol          | Torneio Masculino de Handebol    | 25 de agosto |
| Prata   | Hamdy Abdelwahab | Luta              | Greco-romana até 85 kg masculino | 15 de agosto |
| Prata   | Aicha Niazi Manar Elgarf Jacinthe Eldeeb Farida Eid | Ginástica rítmica | Grupo geral                      | 25 de agosto |
| Bronze  | Hassan Mohamed | Halterofilismo    | Mais de 85 kg masculino          | 19 de agosto |
| Bronze  | Hesham Abdelaal | Boxe              | Peso mosca (até 51 kg)           | 24 de agosto |

## Atletismo
| Evento                          | Atleta          | Qualificação | Qualificação | Final      | Final        |
| Evento                          | Atleta          | Resultado    | Posição      | Resultado  | Posição      |
| ------------------------------- | --------------- | ------------ | ------------ | ---------- | ------------ |
| 1000 m masculino                | Ahmed Mansour   | 2:25.55      | 11º (5º q1)  | 2:24.22    | 6º (Final A) |
| Arremesso de martelo feminino   | Ashrakt Metwaly | 45,77        | 16º          | Não largou | -- (Final B) |
| Salto em altura feminino        | Basant Ibrahim  | 1,73         | 8º           | 1,70       | 8º (Final A) |
| Arremesso de martelo masculino  | Eslam Ibrahim   | 73,42        | 1º           | 63,75      | 6º (Final A) |
| Lançamento de dardo masculino   | Fadl Ibrahim    | 70,89        | 7º           | 70,89      | 7º (Final A) |
| Lançamento de dardo feminino    | Noha Afifi      | 38,35        | 14º          | 38,92      | 6º (Final B) |
| 2000 m com obstáculos masculino | Salem Atiatalla | 6:03.41      | 7º           | 5:49.03    | 7º (Final A) |

## Badminton
| Evento            | Atleta          | Fase de grupos | Fase de grupos                        | Fase de grupos                                     | Fase de grupos                         | Fase de grupos | Quartas-de-final | Semifinais  | Final       | Pos. final |
| Evento            | Atleta          | Grupo          | 1ª rodada                             | 2ª rodada                                          | 3ª rodada                              | Pos.           | Quartas-de-final | Semifinais  | Final       | Pos. final |
| ----------------- | --------------- | -------------- | ------------------------------------- | -------------------------------------------------- | -------------------------------------- | -------------- | ---------------- | ----------- | ----------- | ---------- |
| Simples masculino | Mahmoud Elsayad | F              | CHN Huang Yuxiang D 0-2 (9-21, 13-21) | ALG Mohamed Abderahim Belarbi V 2-0 (21-16, 22-20) | NED Nick Fransman V 2-0 (21-16, 21-19) | 2º             | Não avançou      | Não avançou | Não avançou | --         |

## Basquetebol
Masculino:
| Elenco                                                     | Preliminares                                                                 | Preliminares | Classificação 9-16     | Classificação 13-16                  | Disputa pelo 13º lugar    | Pos. final |
| Elenco                                                     | Grupo B                                                                      | Pos.         | Classificação 9-16     | Classificação 13-16                  | Disputa pelo 13º lugar    | Pos. final |
| ---------------------------------------------------------- | ---------------------------------------------------------------------------- | ------------ | ---------------------- | ------------------------------------ | ------------------------- | ---------- |
| Ahmed Karkoura Assem Elgindy Khaled Ibrahim Romeh Elsadani | IRI Irã D 21-27 LTU Lituânia V 33-31 ARG Argentina D 24-30 PAN Panamá V 30-7 | 3º           | PUR Porto Rico D 16-29 | ISV Ilhas Virgens Americanas V 28-26 | NZL Nova Zelândia V 29-26 | 13º        |

## Boxe
| Evento                 | Atleta          | Preliminares                  | Semifinais                    | Disputa do bronze                            | Pos. final        |
| ---------------------- | --------------- | ----------------------------- | ----------------------------- | -------------------------------------------- | ----------------- |
| Peso mosca (até 51 kg) | Hesham Abdelaal | AZE Shaban Shahpalangov V 8-4 | PUR Emmanuel Rodríguez D 1-10 | GRN Kandel Dowden V Oponente desclassificado | Medalha de bronze |

## Esgrima
| Evento                       | Atleta                  | Qualificação | Qualificação | Oitavas-de-final               | Quartas-de-final        | Semifinais         | Final              | Pos. final |
| Evento                       | Atleta                  | Oponente Resultado | Pos.         | Oponente Resultado             | Oponente Resultado      | Oponente Resultado | Oponente Resultado | Pos. final |
| ---------------------------- | ----------------------- | --- | ------------ | ------------------------------ | ----------------------- | ------------------ | ------------------ | ---------- |
| Florete individual feminino  | Menatalla Daw           | LIB Rita Abou Jaoude V 5-1 CAN Alanna Goldie D 0-5 RUS Victoria Alexeeva D 0-5 USA Mona Shaito D 1-5 SEN Mame Ndao V 5-2 ITA Camilla Mancini D 0-5     | 9º           | CHN Wang Lianlian D 4-15       | Não avançou             | Não avançou        | Não avançou        | 9º         |
| Sabre individual feminino    | Mennatalla Yasser Ahmed | KOR Seo Ji-Yeon D 3-5 ITA Vittoria Ciardullo V 5-0 FRA Kenza Boudad D 3-5 RUS Yana Egorian D 0-5 VEN Maria Carreno V 5-4                               | 8º           | ITA Vittoria Ciardullo V 15-6  | USA Celina Merza D 4-15 | Não avançou        | Não avançou        | 8º         |
| Florete individual masculino | Mostafa Mahmoud         | RUS Kiriil Lichagin D 3-5 HUN Antal Gyorgyi V 5-2 GBR Alexander Tofalidis V 5-2 KOR Lee Kwang-Hyun D 1-5 ITA Edoardo Luperi D 2-5                      | 9º           | GBR Alexander Tofalidis D 9-15 | Não avançou             | Não avançou        | Não avançou        | 10º        |
| Espada individual masculino  | Saleh Saleh             | UKR Roman Svichkar V 5-2 KAZ Kiriil Zhakupov D 1-5 ITA Marco Fichera D 0-5 POL Tomasz Kruk V 5-3 BRA Guilherme Melaragno V 5-4                         | 8º           | ROM Lucian Ciovica D 5-15      | Não avançou             | Não avançou        | Não avançou        | 10º        |
| Sabre individual masculino   | Ziad Elsissy            | GER Richard Hubers D 1-5 FRA Arthur Zatko D 2-5 ROM Dragos Sirbu V 5-2 BLR Mikhail Akula D 1-5 HKG Jackson Wang D 2-5 NIG Djibrilla Issaka Kondo V 5-1 | 11º          | USA Will Spear D 10-15         | Não avançou             | Não avançou        | Não avançou        | 12º        |

| Evento         | Atleta | Oitavas-de-final          | Quartas-de-final   | Semifinais         | Final              | Pos. final |
| Evento         | Atleta | Oponente Resultado        | Oponente Resultado | Oponente Resultado | Oponente Resultado | Pos. final |
| -------------- | --- | ------------------------- | ------------------ | ------------------ | ------------------ | ---------- |
| Equipes mistas | Menatalla Daw, Mennatalla Yasser Ahmed, Mostafa Mahmoud, Saleh Saleh e Ziad Elsissy (como integrantes da equipe África) | Equipe Américas 2 D 25-28 | Não avançou        | Não avançou        | Não avançou        | 9º         |

## Ginástica

### Ginástica artística
| Atleta      | Evento                       | Qualificação | Qualificação | Final por aparelhos | Final por aparelhos | Final individual geral | Final individual geral | Final individual geral | Final individual geral | Final individual geral | Final individual geral | Final individual geral | Final individual geral | Final individual geral | Final individual geral |
| Atleta      | Evento                       | Result.      | Pos.         | Result.             | Pos.                | Barras assimétricas    | Trave                  | Solo                   | Salto                  | Cavalo com alças       | Argolas                | Barras paralelas       | Barra fixa             | Total                  | Pos.                   |
| ----------- | ---------------------------- | ------------ | ------------ | ------------------- | ------------------- | ---------------------- | ---------------------- | ---------------------- | ---------------------- | ---------------------- | ---------------------- | ---------------------- | ---------------------- | ---------------------- | ---------------------- |
| Amr Ahmed   | Solo masculino               | 13.350       | 25º          | Não avançou         | Não avançou         |                        |                        |                        |                        |                        |                        |                        |                        |                        |                        |
| Amr Ahmed   | Cavalo com alças masculino   | 13.600       | 10º          | Não avançou         | Não avançou         |                        |                        |                        |                        |                        |                        |                        |                        |                        |                        |
| Amr Ahmed   | Argolas masculino            | 13.150       | 26º          | Não avançou         | Não avançou         |                        |                        |                        |                        |                        |                        |                        |                        |                        |                        |
| Amr Ahmed   | Salto masculino              | 14.900       | 26º          | Não avançou         | Não avançou         |                        |                        |                        |                        |                        |                        |                        |                        |                        |                        |
| Amr Ahmed   | Barras paralelas masculino   | 12.750       | 26º          | Não avançou         | Não avançou         |                        |                        |                        |                        |                        |                        |                        |                        |                        |                        |
| Amr Ahmed   | Barra fixa masculino         | 13.300       | 19º          | Não avançou         | Não avançou         |                        |                        |                        |                        |                        |                        |                        |                        |                        |                        |
| Amr Ahmed   | Individual geral masculino   | 81.050       | 18º          |                     |                     |                        |                        | 12.850                 | 14.700                 | 12.750                 | 13.450                 | 13.650                 | 13.500                 | 80.900                 | 14º                    |
| Mai Elsayed | Salto feminino               | 12.250       | 39º          | Não avançou         | Não avançou         |                        |                        |                        |                        |                        |                        |                        |                        |                        |                        |
| Mai Elsayed | Barras assimétricas feminino | 10.400       | 34º          | Não avançou         | Não avançou         |                        |                        |                        |                        |                        |                        |                        |                        |                        |                        |
| Mai Elsayed | Trave feminino               | 11.350       | 36º          | Não avançou         | Não avançou         |                        |                        |                        |                        |                        |                        |                        |                        |                        |                        |
| Mai Elsayed | Solo feminino                | 11.000       | 35º          | Não avançou         | Não avançou         |                        |                        |                        |                        |                        |                        |                        |                        |                        |                        |
| Mai Elsayed | Individual geral feminino    | 45.000       | 35º          |                     |                     | Não avançou            | Não avançou            | Não avançou            | Não avançou            |                        |                        |                        |                        | Não avançou            | Não avançou            |

### Ginástica rítmica
| Evento           | Atleta       | Qualificação | Qualificação | Qualificação | Qualificação | Qualificação | Qualificação | Final       | Final       | Final       | Final       | Final       | Final       |
| Evento           | Atleta       | Corda        | Arco         | Maças        | Fita         | Total        | Pos.         | Corda       | Arco        | Maças       | Fita        | Total       | Pos. final  |
| ---------------- | ------------ | ------------ | ------------ | ------------ | ------------ | ------------ | ------------ | ----------- | ----------- | ----------- | ----------- | ----------- | ----------- |
| Individual geral | Alia Elkatib | 20.675       | 21.875       | 22.050       | 21.350       | 85.950       | 12º          | Não avançou | Não avançou | Não avançou | Não avançou | Não avançou | Não avançou |

| Evento      | Atleta                                              | Qualificação | Qualificação | Qualificação | Qualificação | Final  | Final  | Final  | Final            |
| Evento      | Atleta                                              | Arco         | Fita         | Total        | Pos.         | Arco   | Fita   | Total  | Pos. final       |
| ----------- | --------------------------------------------------- | ------------ | ------------ | ------------ | ------------ | ------ | ------ | ------ | ---------------- |
| Grupo geral | Farida Eid Jacinthe Eldeeb Manar Elgarf Aicha Niazi | 22.375       | 19.275       | 41.650       | 3º           | 23.000 | 22.275 | 45.275 | Medalha de prata |

## Halterofilismo
| Evento                  | Atleta         | Peso corporal (kg) | Arranque (kg) | Arranque (kg) | Arranque (kg) | Arranque (kg) | Arremesso (kg) | Arremesso (kg) | Arremesso (kg) | Arremesso (kg) | Total (kg) | Pos. final        |
| Evento                  | Atleta         | Peso corporal (kg) | 1             | 2             | 3             | Res.          | 1              | 2              | 3              | Res.           | Total (kg) | Pos. final        |
| ----------------------- | -------------- | ------------------ | ------------- | ------------- | ------------- | ------------- | -------------- | -------------- | -------------- | -------------- | ---------- | ----------------- |
| Até 58 kg feminino      | Amal Mohamed   | 56,93              | 77            | 81            | 84            | 81            | 97             | 97             | 97             | —              | —          | 10º               |
| Mais de 85 kg masculino | Hassan Mohamed | 102,19             | 140           | 145           | 150           | 150           | 170            | 180            | 185            | 180            | 330        | Medalha de bronze |
| Até 77 kg masculino     | Ossama Khattab | 76,65              | 132           | 132           | 132           |               | –              | –              | –              | –              | –          | 9º                |

## Handebol
Masculino:
| Elenco | Preliminares                        | Preliminares | Semifinais         | Final                     | Pos. final      |
| Elenco | Grupo B                             | Pos.         | Semifinais         | Final                     | Pos. final      |
| --- | ----------------------------------- | ------------ | ------------------ | ------------------------- | --------------- |
| Karim Abdelrhim, Aly Agamy, Abdelrahman Aly, Mohammed Maher, Mohamed Aly, Mostafa Awadalla, Mostafa Bechir, Omar Elmaarry, Kareem Elmenshawy, Mustafa Khalil, Ahmed Alwan, Ahmed Ibrahim, Alley Mohsen, Abdelrahman Shatta | Cingapura V 50-7 BRA Brasil E 31-31 | 2º           | FRA França V 22-21 | KOR Coreia do Sul V 35-25 | Medalha de ouro |

## Hipismo
| Evento            | Atleta                                             | Cavalo   | Preliminares | Preliminares | Preliminares | Preliminares | Preliminares | Preliminares | Final       | Final       | Pos. final        |
| Evento            | Atleta                                             | Cavalo   | Rodada A     | Rodada A     | Rodada B     | Rodada B     | Rodada B     | Total A+B    | Penal.      | Tempo       | Pos. final        |
| Evento            | Atleta                                             | Cavalo   | Penal. salto | Pos.         | Penal. salto | Penal. tempo | Total B      | Total A+B    | Penal.      | Tempo       | Pos. final        |
| ----------------- | -------------------------------------------------- | -------- | ------------ | ------------ | ------------ | ------------ | ------------ | ------------ | ----------- | ----------- | ----------------- |
| Saltos individual | Mohamed Abdalla                                    | Buzzword | 0            | 1º           | 8            | 0            | 8            | 8            | Não avançou | Não avançou | 9º                |
| Saltos por equipe | Mohamed Abdalla (como integrante da equipe África) | Buzzword | 4            | 1º           | 4            | 0            | 4            | 8            | 24          | 157.46      | Medalha de bronze |

## Lutas
| Evento                    | Atleta  | Preliminares                | Preliminares            | Preliminares               | Preliminares | Disputa do bronze          | Pos. final |
| Evento                    | Atleta  | 1ª rodada                   | 2ª rodada               | 3ª rodada                  | Pos.         | Oponente Resultado         | Pos. final |
| Evento                    | Atleta  | Oponente Resultado          | Oponente Resultado      | Oponente Resultado         | Pos.         | Oponente Resultado         | Pos. final |
| ------------------------- | ------- | --------------------------- | ----------------------- | -------------------------- | ------------ | -------------------------- | ---------- |
| Livre até 76 kg masculino | Amr Ali | GUM Christopher Aguon V 4-0 | USA Jordan Rogers D 1-3 | BEN Victorin Kouagou V 4-0 | 2º           | UZB Dierbek Ergashev D 0-3 | 4º         |

| Evento                           | Atleta           | Preliminares            | Preliminares             | Preliminares         | Preliminares | Final                     | Pos. final |
| Evento                           | Atleta           | 1ª rodada               | 2ª rodada                | 3ª rodada            | Pos.         | Oponente Resultado        | Pos. final |
| Evento                           | Atleta           | Oponente Resultado      | Oponente Resultado       | Oponente Resultado   | Pos.         | Oponente Resultado        | Pos. final |
| -------------------------------- | ---------------- | ----------------------- | ------------------------ | -------------------- | ------------ | ------------------------- | ---------- |
| Greco-romana até 85 kg masculino | Hamdy Abdelwahab | IRQ Adil Al-Abedi V 3-1 | USA Lucas Sheridan V 3-1 | SOL Teia Mweia V 4-0 | 1º           | RUS Ruslan Adzhigov D 0-3 | [ 17 ]     |

| Evento                           | Atleta          | Preliminares                   | Preliminares              | Preliminares                 | Preliminares | Disputa pelo 7º lugar    | Pos. final |
| Evento                           | Atleta          | 1ª rodada                      | 2ª rodada                 | 3ª rodada                    | Pos.         | Oponente Resultado       | Pos. final |
| Evento                           | Atleta          | Oponente Resultado             | Oponente Resultado        | Oponente Resultado           | Pos.         | Oponente Resultado       | Pos. final |
| -------------------------------- | --------------- | ------------------------------ | ------------------------- | ---------------------------- | ------------ | ------------------------ | ---------- |
| Greco-romana até 42 kg masculino | Mahmoud Hussein | CUB Yosvanys Peña Flores V 3-1 | IRI Mehrdad Khamseh D 0-4 | KAZ Akan Baimaganbetov D 0-3 | 4º           | Sem oponente             | 7º         |
| Livre até 70 kg feminino         | Thoraya Mohamed | POL Suzan Saeed Ali D 1-3      | KOR Moon Jin-Ju D 1-3     | KAZ Rimma Rushnekova D 0-4   | 4º           | HUN Zsanett Németh D 0-3 | 8º         |

| Evento                    | Atleta             | Preliminares                 | Preliminares                 | Preliminares       | Preliminares | Disuta pelo 5º lugar    | Pos. final |
| Evento                    | Atleta             | 1ª rodada                    | 2ª rodada                    | 3ª rodada          | Pos.         | Oponente Resultado      | Pos. final |
| Evento                    | Atleta             | Oponente Resultado           | Oponente Resultado           | Oponente Resultado | Pos.         | Oponente Resultado      | Pos. final |
| ------------------------- | ------------------ | ---------------------------- | ---------------------------- | ------------------ | ------------ | ----------------------- | ---------- |
| Livre até 46 kg masculino | Mohamed Abdelnaeem | ARM Artak Hovhannisyan D 0-3 | RUS Aldar Balzhinimaev D 1-3 |                    | 3º           | PER Robinson Ríos V 4-0 | 5º         |

## Natação
| Evento                | Atleta        | Qualificação | Qualificação | Semifinais  | Semifinais  | Final       | Final       |
| Evento                | Atleta        | Resultado    | Posição      | Resultado   | Posição     | Resultado   | Posição     |
| --------------------- | ------------- | ------------ | ------------ | ----------- | ----------- | ----------- | ----------- |
| 200 m livre masculino | Amr Mohamed   | 1:59.48      | 38º (8º q3)  |             |             | Não avançou | Não avançou |
| 400 m livre masculino | Amr Mohamed   | 4:10.50      | 25º (6º q2)  |             |             | Não avançou | Não avançou |
| 100 m livre feminino  | Shahd Mostafa | 1:00.42      | 37º (6º q4)  | Não avançou | Não avançou | Não avançou | Não avançou |
| 200 m livre feminino  | Shahd Mostafa | 2:07.33      | 21º (8º q6)  |             |             | Não avançou | Não avançou |
| 400 m livre feminino  | Shahd Mostafa | 4:27.48      | 15º (6º q2)  |             |             | Não avançou | Não avançou |

## Pentatlo moderno
| Evento               | Atleta                                 | Esgrima (Espada 1 toque) | Esgrima (Espada 1 toque) | Esgrima (Espada 1 toque) | Natação (200 m livre) | Natação (200 m livre) | Natação (200 m livre) | Corrida e tiro (3000 m, pistola a laser) | Corrida e tiro (3000 m, pistola a laser) | Corrida e tiro (3000 m, pistola a laser) | Pontuação total | Pos. final |
| Evento               | Atleta                                 | Result.                  | Pos.                     | Pontos                   | Tempo                 | Pos.                  | Pontos                | Tempo                                    | Pos.                                     | Pontos                                   | Pontuação total | Pos. final |
| -------------------- | -------------------------------------- | ------------------------ | ------------------------ | ------------------------ | --------------------- | --------------------- | --------------------- | ---------------------------------------- | ---------------------------------------- | ---------------------------------------- | --------------- | ---------- |
| Individual masculino | Eslam Hamad                            | 12                       | 7º                       | 840                      | 2:07.39               | 7º                    | 1272                  | 11:32.30                                 | 11º                                      | 2232                                     | 4344            | 10º        |
| Individual feminino  | Jihan El Midany                        | 9                        | 14º                      | 720                      | 2:24.01               | 9º                    | 1072                  | 12:52.33                                 | 8º                                       | 1912                                     | 3704            | 12º        |
| Equipes mistas       | Eslam Hamad e KOR Choi Min-Ji          | 44                       | 15º                      | 800                      | 2:00.06               | 3º                    | 1360                  | 16:28.41                                 | 15º                                      | 2128                                     | 4288            | 13º        |
| Equipes mistas       | Jihan El Midany e KGZ Ilias Bartybekov | 46                       | 11º                      | 820                      | 2:07.74               | 16º                   | 1268                  | 16:23.84                                 | 14º                                      | 2148                                     | 4236            | 15º        |

## Taekwondo
| Evento              | Atleta          | 1ª rodada                              | Quartas-de-final | Semifinais  | Final       | Pos. final |
| ------------------- | --------------- | -------------------------------------- | ---------------- | ----------- | ----------- | ---------- |
| Até 55 kg masculino | Mohamed Asal    | HAI Peterson Sertune D Desclassificado | Não avançou      | Não avançou | Não avançou | 12º        |
| Até 49 kg feminino  | Nour Abdelsalam | CAN Melanie Phan D 1-7                 | Não avançou      | Não avançou | Não avançou | 10º        |

## Tênis de mesa
| Evento           | Atleta       | Preliminares | Preliminares | Preliminares | 2ª fase | 2ª fase | 2ª fase | Quartas-de-final | Semifinais  | Final       | Pos. final |
| Evento           | Atleta       | Grupo        | Confrontos | Pos.         | Grupo   | Confrontos | Pos.    | Quartas-de-final | Semifinais  | Final       | Pos. final |
| ---------------- | ------------ | ------------ | --- | ------------ | ------- | --- | ------- | ---------------- | ----------- | ----------- | ---------- |
| Simples feminino | Dina Meshref | G            | AUS Lily Phan V 3-0 (11-6, 11-7, 11-6) CRO Mateja Jeger D 0-3 (10-12, 5-11, 11-13) SLO Alex Galic V 3-2 (11-3, 9-11, 11-9, 5-11, 11-7) | 2º           | DD      | JPN Ayuka Tanioka D 1-3 (10-12, 12-10, 7-11, 4-11) CHN Gu Yuting D 0-3 (9-11, 7-11, 5-11)) RUS Yana Noskova D 1-3 (8-11, 13-11, 7-11, 10-12) | 4º      | Não avançou      | Não avançou | Não avançou | --         |

| Evento            | Atleta      | Preliminares | Preliminares | Preliminares | 2ª fase consolação | 2ª fase consolação | 2ª fase consolação | Pos. final |
| Evento            | Atleta      | Grupo        | Confrontos | Pos.         | Grupo              | Confrontos | Pos.               | Pos. final |
| ----------------- | ----------- | ------------ | --- | ------------ | ------------------ | --- | ------------------ | ---------- |
| Simples masculino | Omar Bedair | H            | ECU Rodrigo Tapia V 3-0 (11-8, 11-5, 11-9) HUN Tamas Lakatos D 0-3 (6-11, 7-11, 10-12) PRK Kim Kwang-Song D 2-3 (11-3, 12-10, 6-11, 8-11, 5-11) | 3º           | HH                 | SRI Hasintha Arsa Marakkala V 3-2 (11-8, 10-12, 8-11, 11-8, 14-12) ITA Leonardo Mutti V 3-1 (6-11, 11-4, 11-6, 11-9) MAW Patrick Massah V 3-0 (11-2, 11-2, 11-3) | 1º                 | --         |

| Evento         | Atleta                     | Preliminares | Preliminares                                                                                            | Preliminares | 2ª fase                            | Quartas-de-final | Semifinais  | Final       | Pos. final |
| Evento         | Atleta                     | Grupo        | Confrontos                                                                                              | Pos.         | 2ª fase                            | Quartas-de-final | Semifinais  | Final       | Pos. final |
| -------------- | -------------------------- | ------------ | --- | ------------ | ---------------------------------- | ---------------- | ----------- | ----------- | ---------- |
| Equipes mistas | Dina Meshref e Omar Bedair | H            | África 1 V 2-1 (3-0, 3-2, 0-3) Cingapura D 0-3 (0-3, 1-3, 1-3) Intercontinental 2 V 3-0 (3-2, 3-0, 3-1) | 2º           | KOR Coreia do Sul D 0-2 (1-3, 2-3) | Não avançou      | Não avançou | Não avançou | 9º         |

## Tiro
| Evento                        | Atleta              | Qualificação | Qualificação | Qualificação | Qualificação | Qualificação | Qualificação | Qualificação | Qualificação | Final       | Final       | Final       | Final       | Final       | Final       | Final       | Final       | Final       | Final       | Final       | Final       | Final       |
| Evento                        | Atleta              | 1            | 2            | 3            | 4            | 5            | 6            | Total        | Pos.         | 1           | 2           | 3           | 4           | 5           | 6           | 7           | 8           | 9           | 10          | Total final | Total       | Pos. final  |
| ----------------------------- | ------------------- | ------------ | ------------ | ------------ | ------------ | ------------ | ------------ | ------------ | ------------ | ----------- | ----------- | ----------- | ----------- | ----------- | ----------- | ----------- | ----------- | ----------- | ----------- | ----------- | ----------- | ----------- |
| Carabina de ar 10 m feminino  | Dina Elharouni      | 96           | 96           | 96           | 98           |              |              | 386          | 16º          | Não avançou | Não avançou | Não avançou | Não avançou | Não avançou | Não avançou | Não avançou | Não avançou | Não avançou | Não avançou | Não avançou | Não avançou | Não avançou |
| Pistola de ar 10 m feminino   | Hala Abdel Rahman   | 91           | 92           | 92           | 93           |              |              | 368          | 14º          | Não avançou | Não avançou | Não avançou | Não avançou | Não avançou | Não avançou | Não avançou | Não avançou | Não avançou | Não avançou | Não avançou | Não avançou | Não avançou |
| Carabina de ar 10 m masculino | Hossam Salah Eldeen | 95           | 97           | 98           | 97           | 97           | 95           | 579          | 17º          | Não avançou | Não avançou | Não avançou | Não avançou | Não avançou | Não avançou | Não avançou | Não avançou | Não avançou | Não avançou | Não avançou | Não avançou | Não avançou |
| Pistola de ar 10 m masculino  | Raef Tawfiq         | 94           | 95           | 94           | 93           | 94           | 92           | 562          | 11º          | Não avançou | Não avançou | Não avançou | Não avançou | Não avançou | Não avançou | Não avançou | Não avançou | Não avançou | Não avançou | Não avançou | Não avançou | Não avançou |

## Tiro com arco
| Evento               | Atleta                              | Qualificatória | Qualificatória | 1ª rodada                                              | Oitavas-de-final                           | Quartas-de-final        | Semi-finais           | Final                        | Pos. final      |
| Evento               | Atleta                              | Resultado      | Pos.           | Oponente Resultado                                     | Oponente Resultado                         | Oponente Resultado      | Oponente Resultado    | Oponente Resultado           | Pos. final      |
| -------------------- | ----------------------------------- | -------------- | -------------- | ------------------------------------------------------ | ------------------------------------------ | ----------------------- | --------------------- | ---------------------------- | --------------- |
| Individual feminino  | Aya Kamel                           | 492            | 31º            | TPE Tan Ya-Ting D 0-6                                  | Não avançou                                | Não avançou             | Não avançou           | Não avançou                  | --              |
| Individual masculino | Ibrahim Sabry                       | 631            | 10º            | BLR Anton Karoukin V 6-5                               | BUL Teodor Todorov V 6-0                   | KOR Park Min-Beom V 7-3 | SLO Gregor Rahj V 6-2 | NED Rick van den Oever V 6-0 | Medalha de ouro |
| Equipes mistas       | Aya Kamel e NED Rick van den Oever  |                |                | INA Erwina Safitri/ UKR Vitaliy Komonuyk V 6-5         | AUS Alice Ingley/ JPN Tsukushi Koiwa D 3-7 | Não avançou             | Não avançou           | Não avançou                  | --              |
| Equipes mistas       | Ibrahim Sabry e IRI Yasaman Shirian |                |                | MDA Alexandra Mirca/ DEN Benjamin Hindborg Ipsen D 5-6 | Não avançou                                | Não avançou             | Não avançou           | Não avançou                  | --              |

## Voleibol
Feminino:
| Elenco | Preliminares                                                                           | Preliminares | Disputa pelo 5º lugar                        | Pos. final |
| Elenco | Grupo B                                                                                | Pos.         | Disputa pelo 5º lugar                        | Pos. final |
| --- | -------------------------------------------------------------------------------------- | ------------ | -------------------------------------------- | ---------- |
| Salma Elmohands, Renad Wahdan, Aya Abdullah, Menna Atalla Fahmy, Nehal Ahmed, Norhan Sobhi, Farah Ahmed, Shorouk Mahmoud, Bassant Hassan, Yasmin Hussein, Nirmeen Seifelnasr, Ranad Radwan | BEL Bélgica D 0-3 (11-25, 12-25, 10-25) USA Estados Unidos D 0-3 (18-25, 19-25, 23-25) | 3º           | Cingapura V 3-1 (20-25, 25-18, 25-19, 25-19) | 5º         |